# Alan Toy
Alan Toy (24 mei 1950) is een Amerikaanse acteur, schrijver en gehandicaptenactivist.

## Biografie
Toy kreeg op driejarige leeftijd polio en is hierdoor verlamd geraakt en moet zijn verdere leven doorbrengen met krukken en een rolstoel.
Toy is al zijn hele leven een voorvechter voor de gehandicapten. Hij leidt vele projecten voor deze mensen, zodat zij zelfstandig kunnen wonen en geeft cursussen aan managers die verkeerde leiding hebben gegeven om zo te helpen aan goede management.
Toy is in 1984 getrouwd met actrice Theresa Karanik, en hebben samen één kind.
Toy begon in 1980 met acteren in de televisieserie M*A*S*H. Hierna heeft hij in meerdere televisieseries en speelfilms gespeeld zoals Airwolf (1985-1986), Hunter (1988), Matlock (1990), Beverly Hills, 90210 (1995), The Sentinel (1996-1997) en Brothers & Sisters (2008).

## Filmografie

### Films
- 2023 Holiday in the Vineyards - als Jay
- 2022 Bromates - als Bud
- 2021 Annie Live! - als F.D.R.
- 2004 The Aviator – als man op krukken
- 1999 The Seventh Sense – als Cameron
- 1997 Striking Resemblance – als Sage
- 1994 Dead Connection – als Art Robinson
- 1993 In the Line of Fire – als Walter Wickland
- 1992 Samantha – als verzender
- 1992 Who Killed the Baby Jesus – als Roger Cutter
- 1991 Black Magic Woman – als dr. Reiss
- 1990 Going Under – als techneut
- 1989 Born on the Fourth of July – als verlamde op conventie
- 1989 Breaking Point – als Leroy
- 1989 A Deadly Silence – als psychiater van Sean
- 1989 Nightbreaker – als dr. Rosenberg
- 1988 Kansas – als Nelson Nordquist
- 1988 To Heal a Nation – als veteraan
- 1988 The Night Before – als Newsie
- 1987 Kandyland – als Eppy
- 1984 A Touch of Scandal – als Stanley
- 1984 Swing Shift – als Cribman

### Televisieseries
Uitgezonderd eenmalige gastrollen.
- 1996 – 1997 The Sentinel – als Jack Kelso – 2 afl.
- 1995 Beverly Hills, 90210 – als professor Patrick Finley – 5 afl.

- Library of Congress Control Number: no2005001876
- Virtual International Authority File: 12030520
- WorldCat: E39PBJfcQghxWfGPRKVBgtbKh3